# Beechwood Village
Beechwood Village – miasto w Stanach Zjednoczonych, w stanie Kentucky, w hrabstwie Jefferson.